# Saulgond
Saulgond ist eine französische Gemeinde mit 531 Einwohnern (Stand: 1. Januar 2022) im Département Charente in der Region Nouvelle-Aquitaine (vor 2016 Poitou-Charentes); sie gehört zum Arrondissement Confolens und zum Kanton Charente-Vienne.

## Geographie
Das Gemeindegebiet wird vom Fluss Goire, einem Nebenfluss der Vienne, durchquert. Saulgond liegt etwa 55 Kilometer nordöstlich von Angoulême und wird umgeben von den Nachbargemeinden Lesterps im Norden, Saint-Christophe im Nordosten, Brigueuil im Osten, Saint-Junien im Südosten, Étagnac im Süden, Chabrac im Südwesten sowie Saint-Maurice-des-Lions im Westen und Nordwesten.

## Bevölkerungsentwicklung
| Jahr                       | 1962 | 1968 | 1975 | 1982 | 1990 | 1999 | 2006 | 2019 |
| Einwohner                  | 733  | 627  | 533  | 464  | 475  | 459  | 497  | 524  |
| Quellen: Cassini und INSEE |      |      |      |      |      |      |      |      |

## Sehenswürdigkeiten
- Kirche Saint-Genis aus dem 13. Jahrhundert, seit 1997 Monument historique

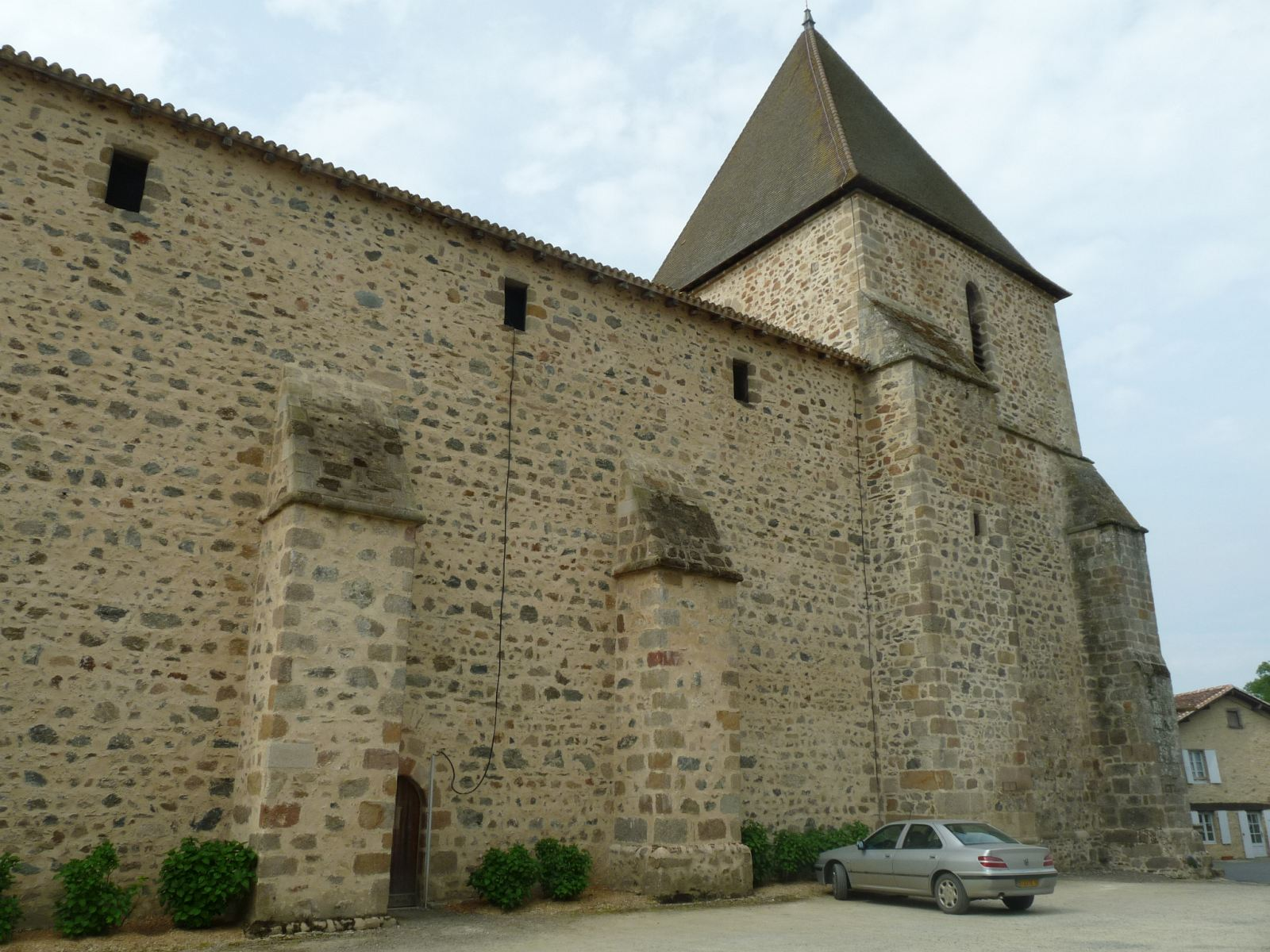
Kirche Saint-Genis